# Comuna de Zduńska Wola
Zduńska Wola (polaco: Gmina Zduńska Wola) é uma gminy (comuna) na Polónia, na voivodia de Lodz e no condado de Zduńskowolski. A sede do condado é a cidade de Zduńska Wola.
De acordo com os censos de 2004, a comuna tem 11 162 habitantes, com uma densidade 100,1 hab/km².

## Área
Estende-se por uma área de 111,54 km², incluindo:
- área agricola: 70%
- área florestal: 25%

## Demografia
Dados de 30 de Junho 2004:
|                      | Total   | Total | Mulheres | Mulheres | Homens  | Homens |
| -------------------- | ------- | ----- | -------- | -------- | ------- | ------ |
|                      | pessoas | %     | pessoas  | %        | pessoas | %      |
| População            | 11 162  | 100   | 5551     | 49,7     | 5611    | 50,3   |
| Densidade (pop./km²) | 100,1   | 100   | 49,8     | 49,8     | 50,3    | 50,3   |

De acordo com dados de 2002, o rendimento médio per capita ascendia a 1140,33 zł.

## Subdivisões
- Annopole Nowe, Annopole Stare, Biały Ług, Czechy, Gajewniki, Gajewniki-Kolonia, Henryków, Izabelów, Janiszewice, Karsznice, Kłady, Korczew, Krobanów, Michałów, Mostki, Ochraniew, Ogrodzisko, Opiesin, Ostrówek, Piaski, Polków, Poręby, Pratków, Rębieskie e Nowe Rębieskie, Suchoczasy, Tymienice, Wojsławice, Wólka Wojsławska, Wymysłów, Zamłynie, Zborowskie.

## Comunas vizinhas
- Łask, Sędziejowice, Sieradz, Szadek, Warta, Zapolice